# この日本人がスゴイらしい。 Brand New Japan
『この日本人がスゴイらしい。 Brand New Japan』（このにほんじんがスゴイらしい。ブランド・ニュー・ジャパン）は、テレビ東京系列で、2010年10月22日から2011年4月24日まで、毎週金曜日の19:54 - 20:54（JST）に放送された情報バラエティ番組である。

## 番組内容
前番組の『世界を変える100人の日本人! JAPAN☆ALLSTARS』をリニューアルし、放送時間も6分拡大・前倒しした。前番組のコンセプトを踏襲しつつ、毎回テーマを設定して「まだ知らない側面」や「今知っておくべき情報」から「あらゆる分野で活躍する日本人」を紹介していた。
しかし、2011年2月13日の収録前に番組の打ち切りを突然知らされたと筒井康隆が自身のウェブ日記上で明かしており、2011年3月11日放送分で終了する予定であった。しかし当日に東日本大震災が発生し、翌3月12日の23時55分まで報道特別番組を放送したため休止となった。なお、最終回は2011年4月24日の16:00 - 17:00に振替放送された。
当番組が終了して1年半後、『世界ナゼそこに?日本人 〜知られざる波瀾万丈伝〜』が放送されたため、金曜20時台に日本人にスポットを当てたドキュメンタリー番組が復活した。

## 出演者

### 司会
- 三宅裕司
- 三村マサカズ（さまぁ〜ず）

### アシスタント
いずれもテレビ東京アナウンサー。
- 繁田美貴
- 相内優香

### レギュラーパネリスト
- 筒井康隆
- 矢口真里
- 設楽統（バナナマン）
- 日村勇紀（バナナマン）
- 海外の新聞社、通信社の記者数名

## ネット局
| 放送対象地域   | 放送局         | 系列           | 放送日時           | ネット状況 |
| -------------- | -------------- | -------------- | ------------------ | ---------- |
| 関東広域圏     | テレビ東京     | テレビ東京系列 | 金曜 19:54 - 20:54 | 制作局     |
| 北海道         | テレビ北海道   | テレビ東京系列 | 金曜 19:54 - 20:54 | 同時ネット |
| 愛知県         | テレビ愛知     | テレビ東京系列 | 金曜 19:54 - 20:54 | 同時ネット |
| 大阪府         | テレビ大阪     | テレビ東京系列 | 金曜 19:54 - 20:54 | 同時ネット |
| 岡山県・香川県 | テレビせとうち | テレビ東京系列 | 金曜 19:54 - 20:54 | 同時ネット |
| 福岡県         | TVQ九州放送    | テレビ東京系列 | 金曜 19:54 - 20:54 | 同時ネット |
| 岐阜県         | 岐阜放送       | 独立局         | 金曜 19:54 - 20:54 | 同時ネット |
| 滋賀県         | びわ湖放送     | 独立局         | 金曜 19:54 - 20:54 | 同時ネット |
| 奈良県         | 奈良テレビ     | 独立局         | 金曜 19:54 - 20:53 | 同時ネット |
| 和歌山県       | テレビ和歌山   | 独立局         | 金曜 20:00 - 20:55 | 遅れネット |
| 三重県         | 三重テレビ     | 独立局         | 金曜 21:00 - 21:55 | 遅れネット |
| 岩手県         | テレビ岩手     | 日本テレビ系列 | 日曜 12:35 - 13:30 | 遅れネット |
| 宮城県         | ミヤギテレビ   | 日本テレビ系列 | 日曜 5:50 - 6:45   | 遅れネット |
| 福島県         | 福島中央テレビ | 日本テレビ系列 | 土曜 15:30 - 16:25 | 遅れネット |
| 長野県         | テレビ信州     | 日本テレビ系列 | 日曜 16:25 - 17:25 | 遅れネット |
| 広島県         | 広島テレビ     | 日本テレビ系列 | 土曜 14:00 - 14:55 | 遅れネット |
| 山口県         | 山口放送       | 日本テレビ系列 | 月曜 9:30 - 10:25  | 遅れネット |
| 熊本県         | 熊本朝日放送   | テレビ朝日系列 | 土曜 15:00 - 15:55 | 遅れネット |
| 石川県         | 石川テレビ     | フジテレビ系列 | 金曜 15:00 - 15:55 | 遅れネット |
| 鳥取県・島根県 | 山陰放送       | TBS系列        | 火曜 14:50 - 15:50 | 遅れネット |
| 富山県         | 北日本放送     | 日本テレビ系列 | 土曜 15:30 - 16:30 | 遅れネット |
| 福井県         | 福井テレビ     | フジテレビ系列 | 日曜 14:00 - 14:55 | 遅れネット |

## スタッフ
- ナレーション：窪田等、湯浅真由美、山田真一、満仲由紀子
- 構成：田代裕、安達元一、塩野智章、北本かつら、東洋双輪、桝本壮志、石井裕之、八代丈寛
- リサーチ：パンドラ、ビスポ、ブレインマックス、オフィスHIT
- カメラ：菊地裕介
- アートプロデューサー：高橋昭三
- 美術デザイン：本橋智子
- モニター：東京チューブ
- メイク：山田かつら
- フローリスト：松山美佐子
- 衣装：東京衣裳
- 技術協力：テクノマックス、テレビ東京アート、DEEP
- 編集：土屋初枝・城石光
- MA：岡田晋一
- 音響効果：佐藤裕二
- TK：春日千佳子
- CG：ケネックジャパン
- 編成：金子卓磨（テレビ東京）
- 番宣：荒井正和（テレビ東京）
- デスク：露木彩乃（テレビ東京）
- 海外コーディネーター：コスモスペース
- AP：小高亮（テレビ東京）、中田容子、鈴木夏帆
- ディレクター：坂本透、高野透矢、吉住理
- 演出：須藤拓也
- 総合演出：矢部宏光（テレビ東京）
- プロデューサー：平山大吾（テレビ東京）、松島俊輔（電通）、相川弘隆、鈴木康正、滝川均
- 企画・制作協力：電通
- 製作著作：テレビ東京